# Baumhaus an der Mauer

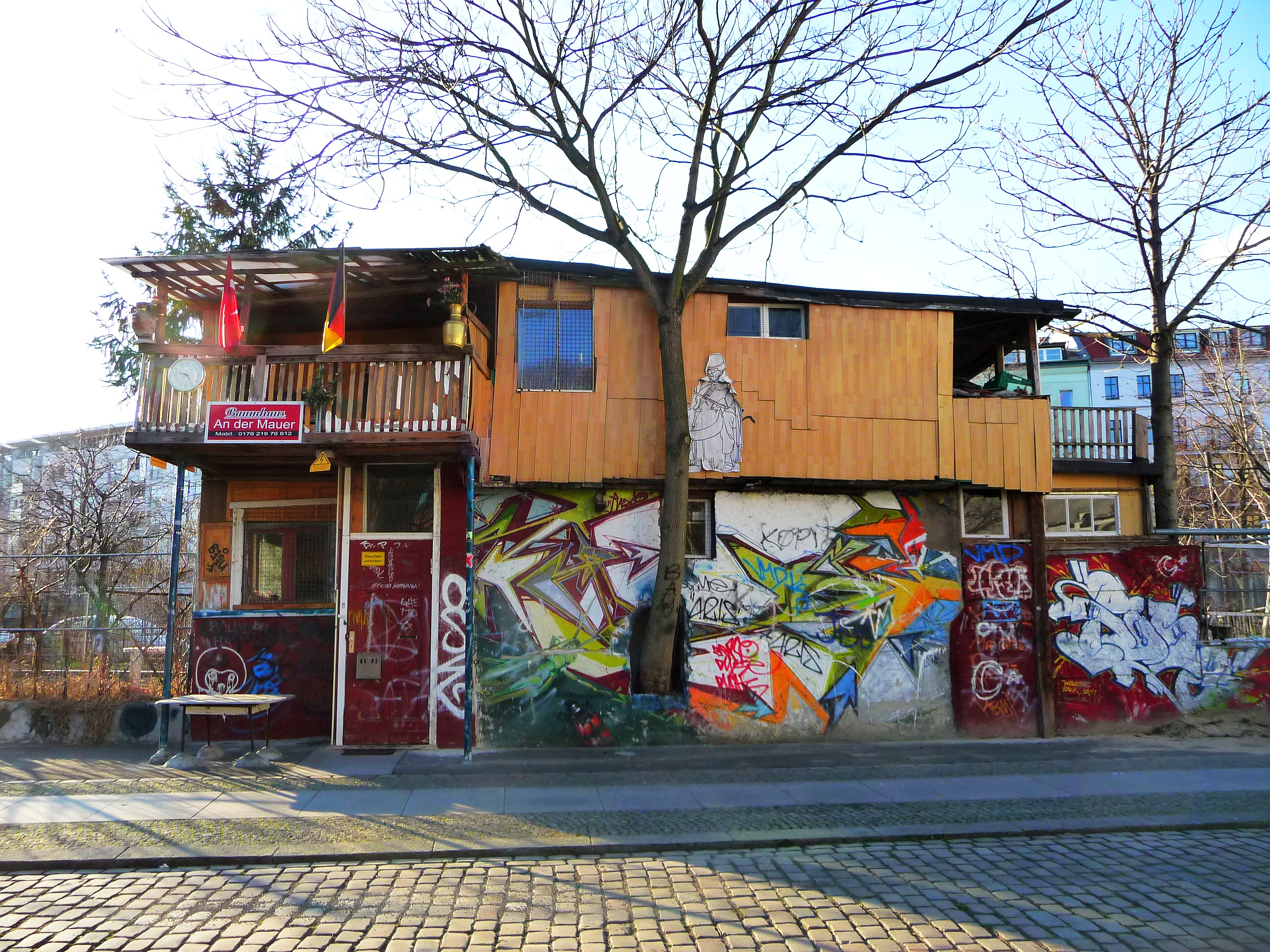
Baumhaus an der Mauer, 2012

Das Baumhaus an der Mauer (scherzhaft auch „Gecekondu von Kreuzberg“ oder „Guerilla-Garten“ genannt) ist eine von dem türkischen Einwanderer Osman Kalin (1925–2018) aus Sperrmüll errichtete zweigeschossige Hütte auf einer besetzten Verkehrsinsel am Bethaniendamm an der Grenze zwischen den Berliner Ortsteilen Mitte und Kreuzberg. Genau genommen handelt es sich allerdings nicht um ein Baumhaus, sondern um ein, um zwei Bäume herum gebautes, Gartenhaus.
Während der Teilung der Stadt befand es sich im Niemandsland der Berliner Mauer; später wurde es von den städtischen Stellen toleriert, obwohl es ohne Baugenehmigung oder Pachtvertrag im öffentlichen Raum errichtet worden war. Aufgrund seiner Geschichte und untypischen Erscheinung im Stadtbild gilt es als Sehenswürdigkeit und Touristenattraktion.
Das Grundstück ist weder an eine Strom- noch an eine Wasserversorgung angeschlossen. Die Beete werden überwiegend mit Regenwasser versorgt.

## Nutzung während der Teilung der Stadt

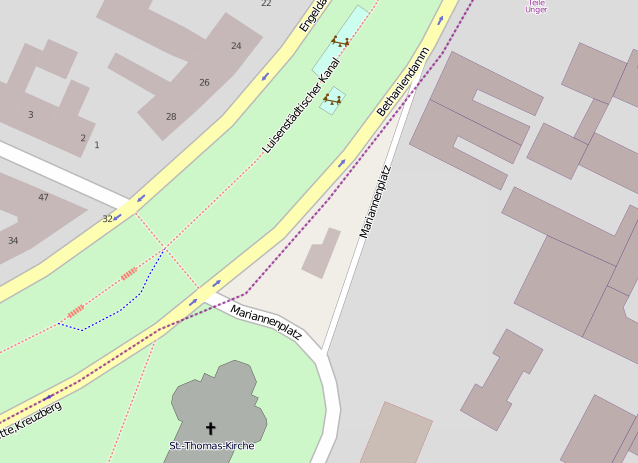
Das dreieckige Grundstück gehörte zu Ost-Berlin (links oben), befand sich jedoch auf der westlichen Seite (rechts unten) der Berliner Mauer

Osman Kalin migrierte 1963 von der mittelanatolischen Stadt Yozgat zunächst für fünf Jahre nach Österreich und war anschließend in Stuttgart und Mannheim tätig. 1980 zog er mit seiner Frau Hatice und seinen Kindern nach Berlin, zunächst nach Spandau und später nach Kreuzberg. Das etwa 350 Quadratmeter große Grundstück, auf dem sich das heutige Baumhaus an der Mauer befindet, lag direkt am Berliner Mauerstreifen. Die dreiecksförmige Verkehrsinsel gehörte zwar zu Ost-Berlin, befand sich jedoch auf der West-Berliner Seite der Mauer, weshalb es für die östliche Verwaltung außerhalb der Zugänglichkeit und für die westliche außerhalb der Zuständigkeit lag. 
Im Jahr 1983 begann Kalin als Rentner und sechsfacher Vater die Brache von Sperrmüll zu befreien und mit dem Anbau von Gemüse zu bewirtschaften. Er baute zunächst eine eingeschossige Hütte mit einer niedrigeren Höhe als die Mauer. Ein höherer Bau war ihm nach einem Besuch von DDR-Grenzsoldaten des Grenzregiments Nummer 33 seitens der DDR untersagt worden. Dort bestand der Verdacht, Kalin könne das Grundstück zum Bau eines Fluchttunnels nutzen. Für die Nutzung des Geländes erhielt er jedoch von der DDR-Seite eine Genehmigung, wobei die Angelegenheit bis zum Zentralkomitee der SED gegangen sein soll. Ein anschließender Grundstücksteil wurde von einer weiteren türkischstämmigen Familie bewirtschaftet.

## Entwicklung nach dem Mauerfall

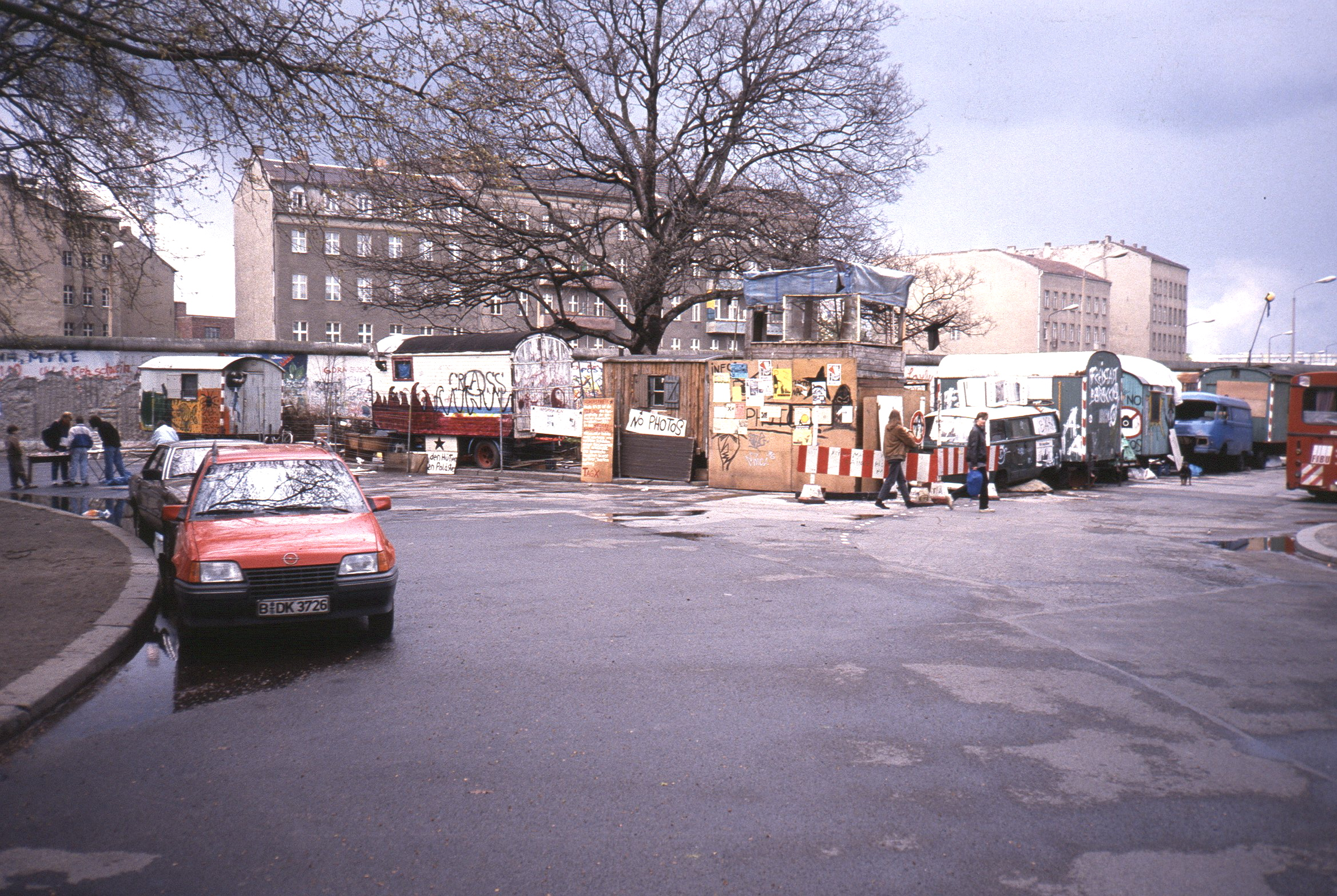
Gartenhaus am Bethaniendamm im April 1990, umstellt von einem Wagenplatz

Nach dem Berliner Mauerfall erweiterte Kalin den Garten nach Osten und errichtete auf einer Fläche von etwa 80 Quadratmetern ein zweigeschossiges Gebäude mit Betonfundament, da er nicht mehr an die Auflage aus der DDR gebunden war und gab ihm die imaginäre Postanschrift „Bethaniendamm Nr. 0, Berlin 10997“.
1991 wurde das Haus bei Brandanschlägen zerstört und anschließend neu aufgebaut. Zuständig für die Verwaltung des Grundstücks war nach der politischen Wende zunächst der Bezirk Mitte, der im Rahmen einer Sanierung des Luisenstädtischen Kanals gegen die „illegale Nutzung“ vorgehen wollte und Kalin zur Räumung des Geländes aufforderte. Kalin weigerte sich das Grundstück zu verlassen und wurde dabei von Anwohnern, dem Bezirksamt Kreuzberg und dem Pfarrer der anliegenden St.-Thomas-Kirche unterstützt. Zudem gingen dem Bezirk die finanziellen Mittel zur abschließenden Sanierung des den Garten betreffenden Abschnitts zwischen dem Engelbecken und der Köpenicker Straße aus.
Im Jahr 2003 wurde erneut ein Brandanschlag verübt und das Haus anschließend wieder aufgebaut.
Verschiedene Medien berichteten, das Grundstück sei 2004 im Zuge einer Grenzbegradigung unter der Bezirksbürgermeisterin Cornelia Reinauer an den Ortsteil Kreuzberg übergegangen und habe mit Unterstützung des Bezirksbürgermeisters Franz Schulz eine Sondernutzungsgenehmigung bekommen. Tatsächlich ist diese Begradigung bis heute (Stand: September 2017) nicht umgesetzt worden.
Nachdem Osman Kalin seine Aktivitäten um das Haus aus gesundheitlichen Gründen beendet hatte, übernahm sein Sohn Mehmet Kalin die Verwaltung und Öffentlichkeitsarbeit.
Osman Kalin starb am 16. April 2018. Nach Plänen seines Sohnes könnte das Baumhaus als Museum geöffnet werden.